# Milena Quaglini
Milena Quaglini (Mezzanino, 25 marzo 1957 – Vigevano, 16 ottobre 2001) è stata una serial killer italiana che, nella seconda metà degli anni novanta, uccise tre uomini che l'avevano molestata sessualmente e avevano abusato di lei; fortemente depressa, morì suicida in carcere.

## Biografia
Nata il 25 marzo 1957 a Mezzanino, nell'Oltrepò pavese, la sua infanzia fu molto difficile con un padre alcolizzato e violento che picchiava lei, la sorella e la madre. Nell'estate 1976, dopo aver conseguito il diploma di ragioneria all'istituto commerciale di Pavia, a soli 19 anni scappò di casa. Visse tra Como e Lodi, lavorando saltuariamente come cassiera, badante e donna delle pulizie. Si sposò con Enrico, un negoziante divorziato dal quale ebbe un figlio nel 1979. Il marito si ammalò poi gravemente di diabete e morì nel 1987, facendola cadere in una depressione che l'accompagnerà per tutta la vita. Dopo la morte del primo marito Quaglini cominciò a bere, sviluppando una grave dipendenza da alcol e la situazione economica peggiorò, non riuscendo a mantenere il negozio. Poco dopo trovò lavoro in un centro commerciale a San Martino Siccomario, alle porte di Pavia, diventando caporeparto. Nel 1989 qui conobbe Mario Fogli, camionista divorziato, nato a Comacchio nel 1946, che diventò il suo secondo marito. Fogli si dimostrò una persona prevaricatrice, ossessiva e patologicamente gelosa, che disprezzava il primo figlio della moglie. Costrinse Quaglini a smettere di lavorare, perché era certo che prima o poi la moglie lo avrebbe tradito con qualche collega di lavoro. Entrambi erano anche attivisti della Lega Nord e la Quaglini ebbe due figlie da lui: quando però gli ufficiali giudiziari si presentarono a casa sua per un pignoramento di beni a causa dei debiti del marito, decise di separarsi e di andare ad abitare ad Este, in provincia di Padova, con le due figlie più giovani. In Veneto lavorò anche come portinaia di una palestra.
I soldi però non le bastavano, quindi trovò lavoro come badante presso un signore anziano, Giusto Dalla Pozza (83 anni), che le prestò 4 milioni di lire per poi tentare di ricattarla. Il 25 ottobre 1995 Dalla Pozza disse a Milena che poteva restituirgli 500 000 lire al mese oppure pagarlo in natura: al suo rifiuto lui cercò di violentarla; nacque una colluttazione, nella quale la Quaglini lo colpì con una lampada in testa ferendolo mortalmente coi pezzi di vetro, poi uscì di casa mentre Dalla Pozza era agonizzante, per chiamare l'ambulanza. Dalla Pozza al momento dell'arrivo dei soccorritori era ancora vivo, morì dieci giorni dopo. Milena non venne incolpata di questo omicidio, archiviato come caduta accidentale fino alla sua confessione, a seguito della quale verrà condannata a 20 mesi di reclusione per eccesso di legittima difesa. Ritornò così in Lombardia, a Broni, per convivere di nuovo con Mario Fogli, il marito da cui si era separata; ricominciarono però le liti e la Quaglini tornò a bere e ad assumere antidepressivi. Tentò il suicidio dopo aver ingerito una massiccia dose di sonniferi, tagliandosi le vene di entrambi i polsi.
Il 2 agosto 1998, dopo l'ennesimo litigio per la distruzione da parte di Fogli di un quadro di Milena che ritraeva il primo figlio, Quaglini, in stato di forte ubriachezza, decise di uccidere Fogli: aspettò che lui si addormentasse, mise a letto le due bambine, strappò la corda di una tapparella e la avvolse attorno al collo di Mario per incutergli paura. Ne nacque una colluttazione, in cui Fogli, svegliatosi, cercò inutilmente di sopraffarla. Lei lo colpì con un portagioie per poi strangolarlo, tramite incaprettamento, con la corda della tapparella. Avvolse il corpo del marito nelle coperte sporche di sangue e poi in un tappeto, che mise sul balcone. Alle 4 del pomeriggio chiamò i Carabinieri di Stradella dicendo di aver ucciso il marito. Per questo omicidio fu condannata a 6 anni e 8 mesi da scontare ai domiciliari grazie alla riduzione della pena per semi-infermità mentale. La Quaglini venne inviata in una comunità di recupero per alcolizzati ma dopo qualche mese ricominciò a bere. Venne allora portata in una nuova comunità, dove conobbe un ex-carabiniere di nome Salvatore che le offrì ospitalità, ma dopo due giorni cercò di violentarla.
Tramite un annuncio conobbe Angelo Porrello, che aveva precedentemente scontato 6 anni e mezzo di carcere per violenza sessuale ai danni delle sue tre figlie. Il 5 ottobre 1999 la Quaglini lo uccise nella sua casa di Bascapè: dopo che lui le aveva detto di vestirsi in modo provocante, lei si rifiutò e così la schiaffeggiò e la violentò per due volte. Prima della terza violenza, che Porrello aveva dichiarato di essere in procinto di perpetrare, la Quaglini lo convinse a prendere un caffè preparato da lei, nel quale aveva sciolto 20 pastiglie del tranquillante che lei usava. Porrello si addormentò in pochi secondi, la Quaglini spostò il corpo nella vasca da bagno riempita d'acqua e dopo qualche ora tornò a casa e lo trovò affogato, con perdita del controllo sfinteriale ed emissione di vomito; arrivata la sera, spostò il cadavere nella concimaia in giardino. I farmaci trovati nella casa e le tracce di DNA la portarono alla confessione. Il 20 ottobre, dopo due settimane dall'omicidio, venne scoperto il cadavere in decomposizione.
Condannata a scontare la pena nel carcere di Vigevano, per cercare di superare la depressione riprese la sua passione per la pittura. Si impiccò con un lenzuolo il 16 ottobre 2001. Trovata ancora viva da una guardia carceraria all'1:50 del mattino, morì però nel Pronto Soccorso alle 2:15.

## Documentari
- Alla storia di Milena Quaglini è stata dedicata una puntata di La linea d'ombra con Massimo Picozzi in onda su Rai 2, dove la sua storia è stata paragonata a quella della serial killer statunitense Aileen Wuornos, una prostituta che uccise sette clienti con una pistola in Florida.
- Nel marzo 2015 Crime Investigation dedica la prima puntata di Profondo nero con Carlo Lucarelli alla storia di Milena Quaglini.
- Il 7 aprile 2016 Rai 3 manda in onda la quarta puntata della quarta stagione di Stelle nere, ideato e condotto da Marco Marra, dedicata a Milena Quaglini.
- Il 1º agosto 2023, Stefano Nazzi dedica una puntata del podcast Indagini al caso giudiziario di Milena Quaglini.

## Vittime
- Giusto Dalla Pozza, 83 anni, morto a Este il 4 novembre 1995 in seguito alle ferite riportate.
- Mario Fogli, 52 anni, ucciso il 2 agosto 1998 a Broni.
- Angelo Porrello, 53 anni, ucciso il 5 ottobre 1999 a Bascapè.